# Puente de Domingo Flórez
Puente de Domingo Flórez is een gemeente in de Spaanse comarca El Bierzo van de provincie León in de autonome regio Castilië en León met een oppervlakte van 59,18 km². Puente de Domingo Flórez telt 1.542 inwoners (1 januari 2016).